# Чаджявица-Средня (Биелина)
Чаджявица-Средня (серб. Чађавица Средња / Čađavica Srednja) — село в общине Биелина Республики Сербской Боснии и Герцеговины. Население составляет 615 человек по переписи 2013 года.